# Лесневич, Гас
Гас Лесневич (англ. Gus Lesnevich, полное имя — Густав Джордж Лесневич, англ. Gustav George Lesnevich; 22 февраля 1915, Клифсайд-Парк, США — 28 февраля 1964, там же) — американский боксёр. Чемпион мира в полутяжёлой весовой категории (NBA, 1941; абсолютный, 1941—1948).
В 1947 году признан «Боксёром года» по версии журнала «Ринг».

## Профессиональная карьера
Дебютировал на профессиональном ринге 5 мая 1934 года, одержав победу техническим нокаутом во 2-м раунде.
9 октября 1936 года победил по очкам олимпийского чемпиона 1932 года Кармена Барта.
17 ноября 1936 года проиграл техническим нокаутом во 2-м раунде чемпиону мира в среднем весе Фредди Стилу. Бой был нетитульным.
12 марта 1937 года проиграл техническим нокаутом в 5-м раунде экс-чемпиону мира в полусреднем весе Янгу Корбетту III.

### Чемпионский бой сБилли Конном
17 ноября 1939 года встретился с чемпионом мира в полутяжёлом весе Билли Конном. Бой продлился все 15 раундов. Судьи единогласно отдали победу Конну (9-6, 8-5, 10-5).

### Второй бой сБилли Конном
5 июня 1940 года во второй раз попытался отобрать титул у Билли Конна. Действующий чемпион снова одержад победу по очкам.

### Чемпионский бой сАнтоном Христофоридисом
22 мая 1941 года встретился с чемпионом мира в полутяжёлом весе (NBA) Антоном Христофоридисом. Одержал победу единогласным решением судей и, впервые в карьере, стал чемпионом мира.

### Бой сТами Маурьелло
26 августа 1941 года встретился с Тами Маурьелло. Помимо титула NBA, принадлежащего Лесневичу, на кону был вакантный титул NYSAC. Поэтому победитель этого боя фактически становился абсолютным чемпионом мира в полутяжёлом весе. Лесневич выиграл раздельным решением судей (8-6, 8-7, 5-10).

### Второй бой сТами Маурьелло
14 ноября 1941 года состоялся реванш с Маурьелло. Лесневич победил единогласным решением судей (9-4-2; 9-5-1; 10-2-3).
14 мая 1946 года защитил свои титулы, нокаутировав в 10-м раунде Фредди Миллса.
28 февраля 1947 года нокаутировал в 10-м раунде Билли Фокса.
23 мая 1947 года нокаутировал в 1-м раунде экс-чемпиона мира в полутяжёлом весе Мелио Беттину. Бой был нетитульным.

### Третий бой сТами Маурьелло
30 июля 1947 года в третий раз встретился с Маурьелло. Титулы на кону не стояли. Выиграл единогласным решением (5-4, 6-5, 6-4).

### Четвёртый бой сТами Маурьелло
Четвёртый поединок состоялся 31 октября 1947 года. Титулы на кону не стояли. Лесневич одержал досрочную победу в 7-м раунде.

### Второй бой сБилли Фоксом
5 марта 1948 года защитил свой титул, нокаутировав в 1-м раунде Билли Фокса.

### Второй бой сФредди Миллсом
26 июля 1948 года проиграл по очкам Фредди Миллсу и потерял свой титул, которым владел с 1941 года.
23 мая 1949 года проиграл по очкам Джои Максиму.

### Чемпионский бой сЭззардом Чарльзом
10 августа 1949 года встретился с чемпионом мира NBA в тяжёлом весе Эззардом Чарльзом. После 7-го раунда угол Лесневича отказался от продолжения боя.